# Tarhuncu Ahmed Pascià
Tarhuncu Ahmed Pascià (... – Istanbul, 21 marzo 1653) è stato un politico ottomano di origine albanese.

## Biografia
Tarhuncu Ahmed Pascià nacque nell'area del moderno distretto di Mat, nel nord dell'Albania all'inizio del XVII secolo. Inizialmente era un venditore di dragoncello (in turco: tarhoncu) prima di entrare nell'amministrazione ottomana. Ha servito come beilerbei dell'Egitto prima di raggiungere il vesierato. Durante il suo breve mandato a metà del regno del sultano Mehmet IV (r. 1648–1687), tentò di prevenire il declino e riformare la burocrazia ottomana. Tarhoncu Ahmed è stato il primo gran visir a redigere un budget annuale prima del successivo anno fiscale. Tuttavia, le sue riforme minacciarono le forze conservatrici dell'élite ottomana, che assicurarono la sua esecuzione il 21 marzo 1653 diffondendo la falsa voce che intendeva deporre il sultano. Ciò ha effettivamente posto fine ai tentativi di riforma per diversi anni.